# Théâtre du Luxembourg

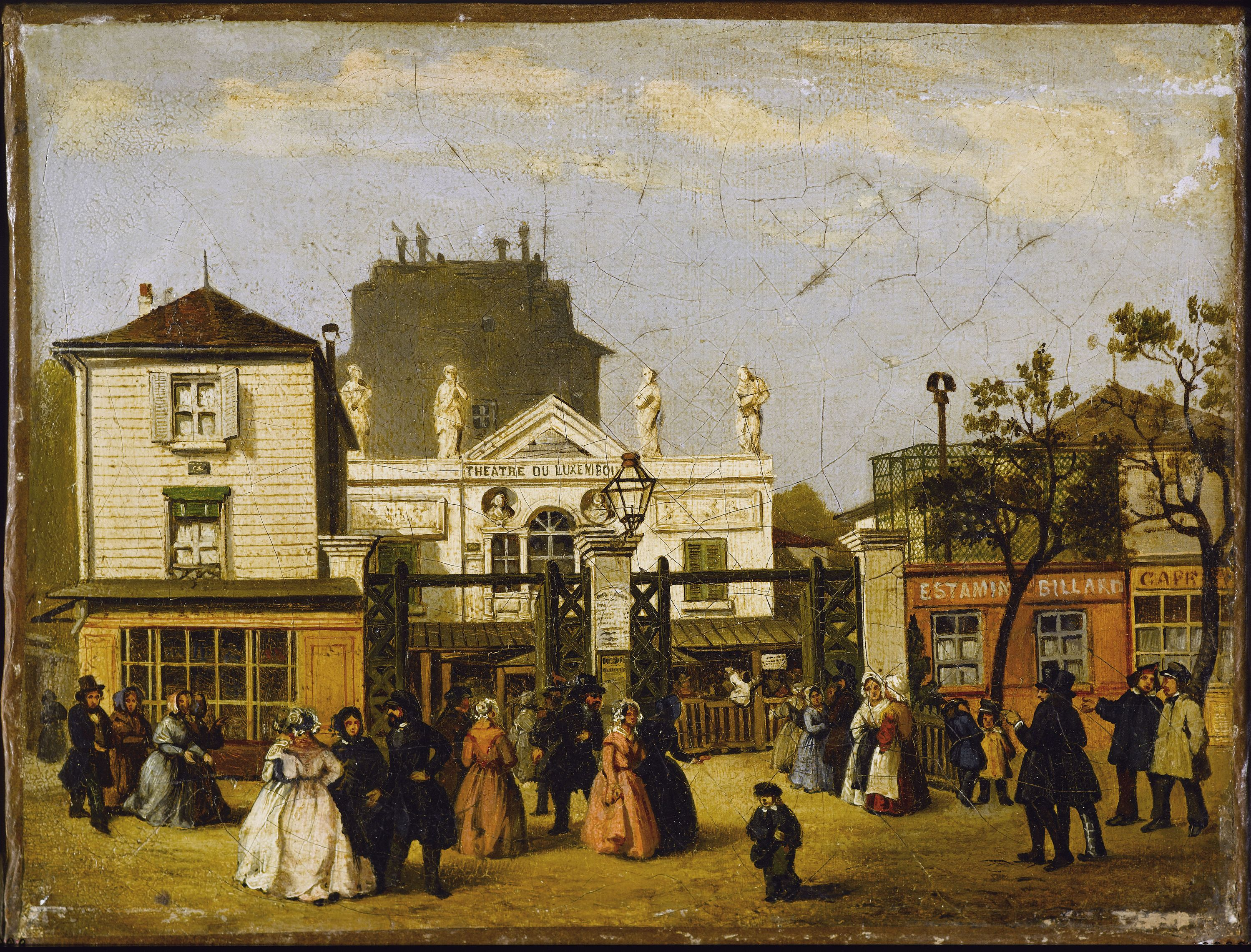
Straßenszene um 1845, mit dem Théâtre Luxembourg im Hintergrund

Das Théâtre du Luxembourg, ursprünglich Théâtre forain du Luxembourg, war ein Theater in der Rue Madame im 6. Arrondissement in Paris.
Das Theater wurde im Volksmund Théâtre Bobino, genannt, da der Gründer, ein Clown und Puppenspieler, diesen Namen trug. Es besteht aber kein Zusammenhang mit dem später gegründeten Aufführungssaal Bobino.

## Geschichte
Bobino war ein Straßenkünstler. Er und seine kleine Truppe spielten rund um den Jardin du Luxembourg, meist vor dem Eingang bei der Rue Fleurus. Eines Tages, im Jahr 1817, trat ein Mäzen auf den Plan. Ein gewisser D’Aubignosse, seines Zeichens Exoffizier der kaiserlichen Armee und Lokalpolitiker in Hamburg, tat ein Grundstück auf, das sich für den Betrieb eines Theaters eignete. Das lag an der Ecke Rue Madame zur Rue Fleurus, also unweit zum Jardin du Luxembourg, wo Bobino bereits bekannt war. Es war natürlich nicht ganz selbstlos, sondern eine Geldanlage. Da D’Aubignosse der Kaufpreis jedoch zu hoch war, pachtete er das Grundstück für die Hälfte des geforderten Betrags, für eine Dauer von 50 Jahren.
Noch im selben Jahr eröffnete das Theater unter dem Namen Théâtre forain du Luxembourg seine Pforten. Es war ein einfaches Gebäude ohne Stuck und Ornamente an der Fassade, das einen einfachen Saal, ohne jegliche Dekoration, beherbergte. Im Innenraum gab es nur das Parkett, aber keine Logen oder Galerien. Dafür waren die Eintrittspreise sehr gering. Es wurden drei bis vier Vorstellungen, im Stile einer Jahrmarktsvorstellung mit Akrobaten und Clownerien, gegeben, die immer von Bobino als Conférencier eröffnet und geleitet wurden. Das Unternehmen war durch Erfolg gekrönt, doch D’Aubignosse wollte mehr und fand Teilhaber, die sein Vorhaben, das Theater zu vergrößern, finanzieren sollten, was im Jahr 1822 auch angegangen wurde. Es war vor allem der Wunsch, keine Jahrmarktsvorführungen, sondern Pantomimen oder sogar Vaudevilles, zur Aufführung zu bringen.
Das Theater, das sich zwischenzeitlich nur noch Théâtre du Luxembourg nannte, war zu dieser Zeit lediglich mit einer Lizenz für die Aufführung von Zweipersonenstücken ausgestattet, wobei einige Komparsen gestattet wurden. Mit allerlei Tricksereien wurden vier Sprechrollen etabliert und die Möglichkeit für Dramen und Vaudevilles waren gegeben. Bobino musste jedoch äußerste Vorsicht walten lassen, damit es ihm nicht wie dem Odéon erging, das eine hohe Strafe zahlen musste, da dort, trotz mangelnder Erlaubnis, Vierpersonenstücke aufgeführt wurden.
Nach der Julirevolution verbesserten sich die Zustände für die kleinen Theater und auch für die Autoren drastisch. Es wurde möglich, vollwertige Stücke zu inszenieren, und so wurde das Théâtre du Luxembourg zum Austräger der Debüts von Louis François Clairville oder auch Molé-Gentilhomme.
Das Haus wurde 1836 an die Betreiber zweier anderer Theater, der Opéra-Comique und des Théâtre Beaumarchais, weiterverpachtet und der Betrieb prosperierte. Im Jahr 1845 wurde das Theater gründlich umgebaut. Die Deckenhöhe war für zwei Ränge Logen nicht hoch genug, also wurde der Boden des Parketts tiefer gelegt. Dann wurde die Bühne modernisiert und der Saal bekam eine neue Ausstattung. Weiterhin wurde die Fassade mit dem Haupteingang zur Rue Madame neu errichtet.
Im Jahr 1846 erfolgte die Vollkonzession als Theaterbetrieb. Es konnten alle Arten von Revüen, Opern, Vaudevilles und Komödien aufgeführt werden, was den wirtschaftlichen Erfolg sicherte.
Genau nach 50 Jahren, im Jahr 1867, als der Pachtvertrag auslief, wurde das Theater geschlossen und abgerissen.

## Trivia
Bei der Erweiterung des Theaters 1845 wurde das Dach vernachlässigt und so kam es, dass bei einer Aufführung das Dach der Bühne durch einen starken Windstoß abgedeckt wurde. Es regnete in Strömen und die Schauspieler hätten gerne ihr Spiel unterbrochen, doch das Publikum forderte die Fortsetzung der Aufführung. Da nahm sich ein beherzter Schauspieler einen Schirm, trat an den Bühnenrand und hielt einen gewaltigen und pathetischen Monolog. Als nach dessen Ende der Vorhang herabging, erhob sich frenetischer Applaus.